# Cyclocephala melanocephala
Cyclocephala melanocephala är en skalbaggsart som beskrevs av Fabricius 1775. Cyclocephala melanocephala ingår i släktet Cyclocephala och familjen Dynastidae. Utöver nominatformen finns också underarten C. m. rubiginosa.